# Marienbasilika (Budapest)

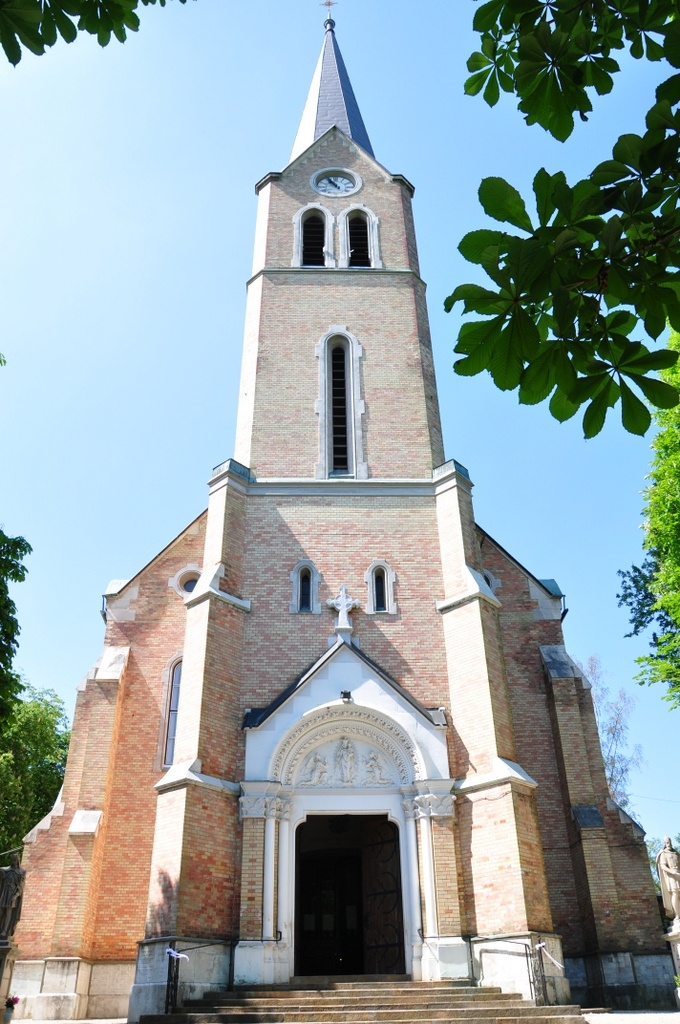
Turmfassade

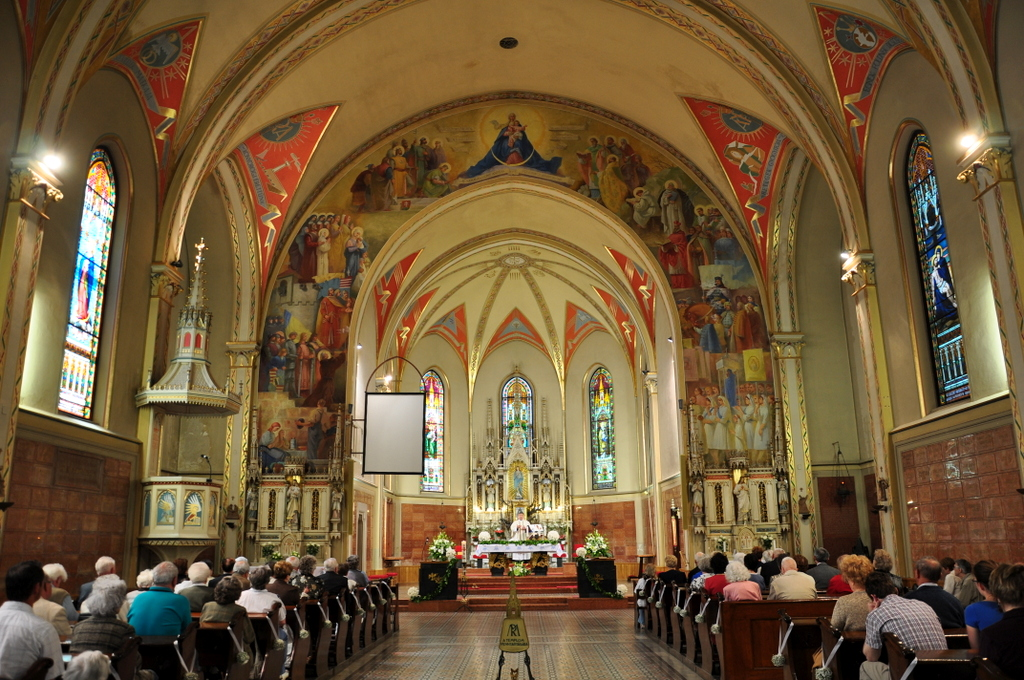
Innenraum der Basilika

Die Marienbasilika (ungarisch Kisboldogasszony-bazilika) ist eine römisch-katholische Kirche in Máriaremete (dt. Maria-Einsiedel) im II. Bezirk von Budapest, Ungarn. Die Kirche des Erzbistums Esztergom-Budapest mit dem Patrozinium Mariä Geburt trägt den Titel einer Basilica minor.

## Geschichte der Wallfahrt
Nach den Zerstörungen und der Entvölkerung um Buda durch die 150-jährige türkische Besetzung wurden um 1700 ausländische Familien ins Land geworben, so deutsche Familien unter anderem aus dem Schwarzwald. Durch Katalin Thalwieser wurde dabei ein Marienbild der Erzählung nach aus dem Kloster Einsiedeln mitgebracht und in einer Esche im Wald aufgehängt. Aus den ersten Betern entwickelte sich eine Wallfahrt. Nach einer Holzkapelle aus dem Jahr 1783 wurde 1828 eine Steinkapelle mit 300 Plätzen errichtet und das Bild dort gezeigt.

## Kirchenbau
Im Jahr 1875 wurde der Kirchenbauverein Maria-Einsiedel gegründet. Der Bauplan wurde von Ferenc Schönner und Alajos Hauszmann erstellt, die Ausführung wurde vom Baumeister Sándor Hauszmann überwacht. Die Finanzierung von 100.000 Forint erfolgte durch die Gemeinde ohne das Bistum. Die Kirche wurde am 1. Oktober 1899 durch Fülöp Steiner, den Bischof von Székesfehérvár, Nándor Wolafka und Mihály Bogisich in Anwesenheit zahlreicher Geistlicher und etwa zehntausend Gläubiger geweiht. Papst Johannes Paul II. erhob die Kirche 1991 zur Basilica minor.

## Architektur und Ausstattung

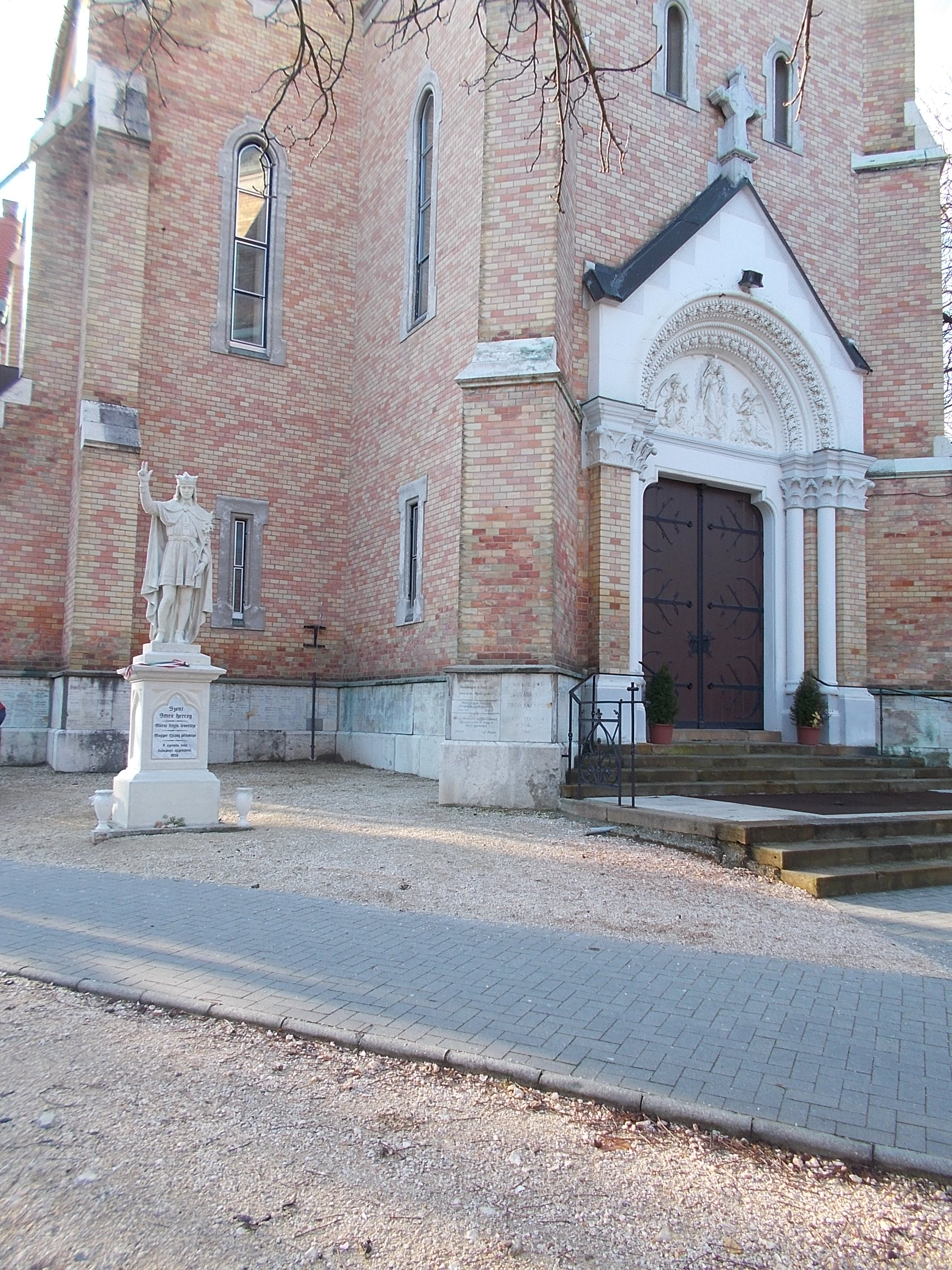
Statue des Heiligen Emmerich

Die einschiffige, neugotische Kirche hat eine Fläche 700 Quadratmetern bei einer Länge von 44 Metern und einer Breite von 15 Metern. Die Höhe beträgt fünfzehn Meter, der Turm ist 54 Meter hoch. Der niedrigere Chor wird von einer dreiseitigen Apsis abgeschlossen. Die Glocken wurden im Ersten Weltkrieg eingeschmolzen und 1924 ersetzt. Die Orgel der Wallfahrtskirche stammt aus der heute nicht mehr erhaltenen Königskapelle des Burgpalastes von Buda als Geschenk von Kaiser Franz Joseph und Königin Elisabeth. Diese Orgel wurde von Gergely Ferenc von Nándor Gonda gebaut.
Im Jahr 1959 wurde der Hauptaltar anlässlich des Marienjahres errichtet. Die Kirche wurde in ihrer heutigen Form im Jahr 1964 nach Plänen von Albréd Bardon gestaltet. Das Retabel wurde 1968 hergestellt. Nach den Gemälden von István Takács malten László Papp und sein Sohn (1960) die Kirche aus. Das Thema ist die Verehrung der jungfräulichen Mutter im Himmel durch das ungarische Volk. Zahlreiche Votivtafeln befinden sich im Eingangsbereichs der Wallfahrtsbasilika. Links neben dem Eingang steht eine Statue des hl. Emmerich.